# Vingertjesiepenmos
Vingertjesiepenmos (Zygodon catarinoi) is een soort uit het geslacht iepenmos (Zygodon).

## Verspreiding
Vingertjesiepenmos is in Nederland een zeer zeldzaam adventief.